# روبرت آدم ليون
روبرت آدم ليون هو سياسي كندي، ولد في 4 أكتوبر 1829 في غلاسكو في المملكة المتحدة، وتوفي في 6 يونيو 1901 في سو ساينت ماري في كندا. حزبياً، نشط في الحزب الليبرالي في أونتاريو ‏. وقد انتخب عضو برلمان مقاطعة أونتاريو.